# Laudermarke (plaats)
Laudermarke is een gehucht in de gemeente Westerwolde in de provincie Groningen. Het ligt in het zuiden van de gemeente, ten oosten van het Ruiten-Aa-kanaal, vlak bij de Duitse grens.
De naam van het gehucht suggereert dat het gesticht is op de markegronden van de buurtschap Laude. In werkelijkheid is het echter ontstaan door de vestiging van arme Duitsers die zich hier in het begin van de negentiende eeuw op de woeste gronden gingen vestigen. Hun rooms-katholieke achtergrond blijkt nog uit een kapelletje aan de Veenweg.
In de omgeving van Laudermarke heeft de bekende archeoloog Albert van Giffen in de jaren dertig van de twintigste eeuw opgravingen gedaan waarbij een urmenveld uit de ijzertijd werd gevonden. Bij die opgravingen werden tientallen arbeiders ingeschakeld in het kader van de werkverschaffing.
De dichter Kees Stip (1913-2001) woonde in een verbouwde boerderij aan de Veenweg no. 5 in Laudermarke.

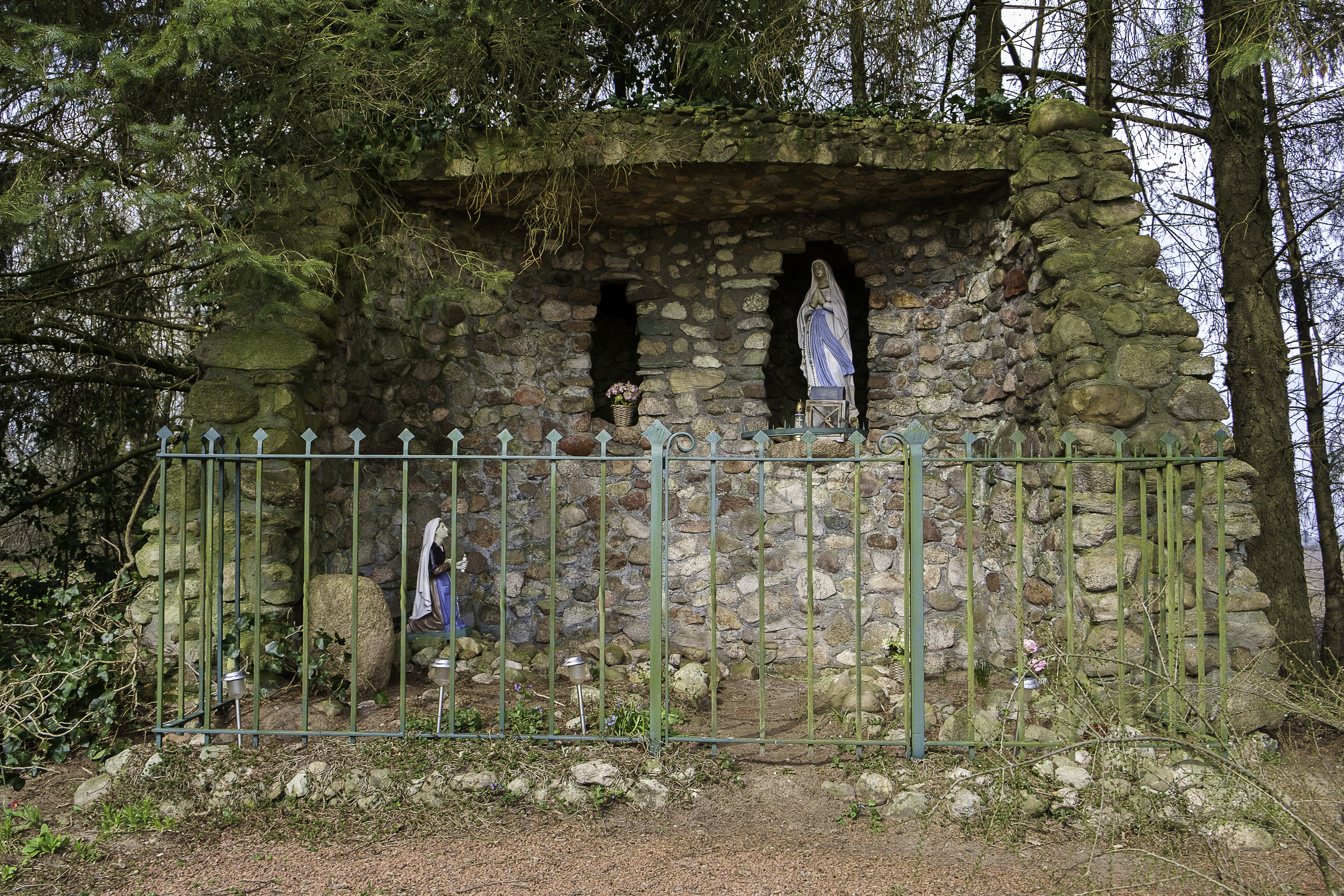
Lourdesgrot aan de Veenweg. In 1958 geplaatst op initiatief van enkele boeren uit de omtrek. Opvolger van een houten nis met een mariabeeldje dat in 1935 geplaatst was door de Katholieke Jonge meisjes Vereniging. Veel katholieken uit Laudermarke kwamen uit Duitsland.